# سیردان
سیردان یکی از شهرهای استان قزوین ایران است. این شهر مرکز بخش طارم سفلی و در شهرستان قزوین واقع گردیده است. جمعیت این شهر طبق سرشماری سال ۱۳۹۵ ، برابر با ۸۰۵ نفر می‌باشد. شهر سیردان پس از تأسیس بخش طارم سفلی مرکز آن بوده است و در ادواری از تاریخ به عنوان مرکز ولایت طارم که در حال حاضر بین چند استان کشور تقسیم شده است شناخته می‌شده است. 
شهر سیردان در ارتفاع ۱،۱۶۴ متری از سطح دریا واقع شده است و به جهت قرار گیری در منطقه عبور توده هوای مرطوب، دارای آب و هوای مطبوع و دلپذیری است.

## جغرافیا
شهر سیردان در ارتفاع ۱،۱۶۴ متری از سطح دریا و در دامنه جبهه شمالی البرز جنوبی واقع گردیده است. این شهر در فاصله ۱۰ کیلومتری جنوب رودخانه قزل اوزن قرار دارد. این شهر در ارتفاعات منطقه طارم و در دامنه شمالی کوه های شامادشت واقع شده‌است. به جهت قرار گیری شهر سیردان در پایین دست حوزه آبخیز خود، این شهر از منابع آبی نسبتا مناسبی برخوردار می‌باشد. باتوجه به دارا بودن منابع آبی مناسب، شهر سیردان دارای باغات گسترده ای است که وسعت آنها به ۱۶۰ هکتار می‌رسد. 

## مناطق گردشگری
سیردان دارای دو چنار کهنسال چند صد ساله در بافت شهری خود است. یکی با سن حدودی هزار سال و دیگری با سن حدودی ۳۰۰ سال. قطر تنه اصلی چنار بزرگتر به ۵ متر می‌رسد. چنار بزرگتر، بزرگترین چنار با حجم چتر پوششی کامل در ایران است.
همچنین در این شهر یک حمام تاریخی مربوط به دوران زندیه وجود دارد که تا حدود پنجاه سال پیش فعال بوده است ولیکن امروز تنها مخروبه ای از آن باقیست.

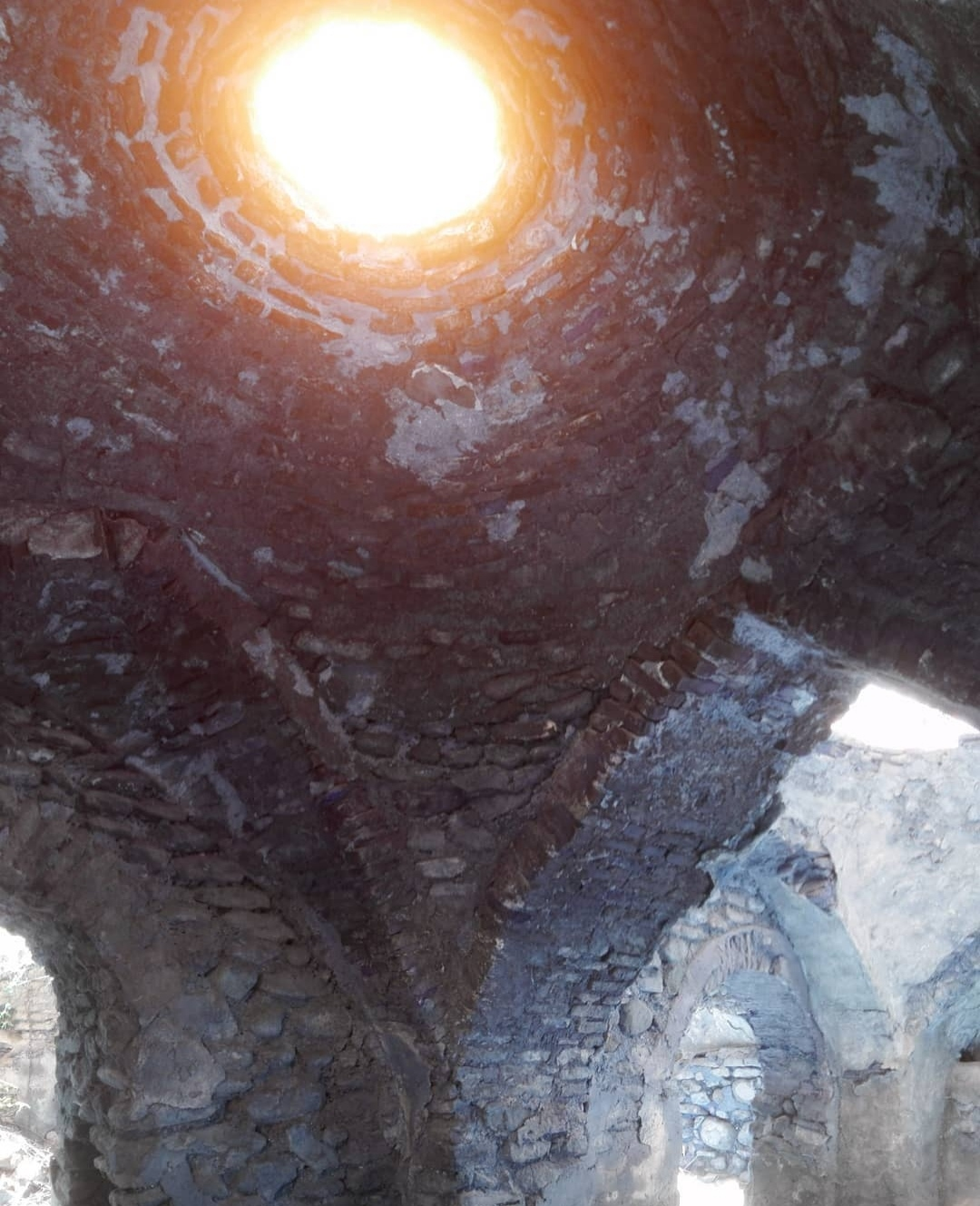
حمام خزینه تاریخی سیردان

این شهر در کنار رودخانه سیردان چای قرار دارد که از سرچشمه های رودخانه قزل اوزون می‌باشد.

## جمعیت
- جمعیت این شهر در سال ۱۳۹۵ برابر با ۸۰۵ نفر و ۳۰۰ خانوار بوده‌است که به دلیل بالا بودن میزان مهاجرت به شهرهای مختلف استان‌های تهران، البرز و قزوین پیوسته با رشد منفی مواجه بوده است. دلیل اصلی مهاجرت اهالی عدم اشتغال زایی و وجود نداشتن جاده مناسب می‌باشد.[۸] مردم سیردان به زبان ترکی آذربایجانی[۹] صحبت می‌کنند و دین مردمان این مردمان اسلام و از مذهب شیعه جعفری می‌باشند.[۱۰]

## فرهنگ
از دیرباز سیردان دارای فرهنگ غنی و اصیلی بوده‌اند. این که از گذشته‌های دور سیردان به عنوان مرکز طارم بزرگ که در حال حاضر بین چند استان کشور تقسیم شده است قرار داشته تأثیر به سزایی در ایجاد یک فرهنگ غنی و اصیل در این شهر داشته‌است، وجود مکاتبات و عالمان بی‌شمار خود دلیلی بر این سخن است. از عالمان سیردان می‌توان به سید محمد مجتهد سیردانی بانی و امام وقت مسجد جامع زنجان و اصلی‌ترین مبارز با جریان بابیه در زنجان، حاج باقر سیردانی و مرتضی شیخ سیردانی که در مسجد سیردان در روزهای تاسوعا وعاشورا به تعزیه می‌پرداخت می‌توان نام برد.
- سید محمد مجتهد سردانی:

سید محمد حسینی سردانی مشهور به سیّد مجتهد (درگذشته ۱۲۶۹ قمری) فقیه شیعه و از مراجع تقلید و مجتهدین به نام زنجان در عصر قاجار بود. او مؤسس خاندان حسینی زنجانی است.وی در در قریه سیردان طارم به دنیا آمد. پدرش سید قاسم و پدربزرگش سید عزالدین محمد بودند. او مقدمات اولیه را نزد اساتید عصر خود در زنجان آموخت. سپس برای ادامه تحصیلات دینی به شهر اصفهان رفت و از محضر علامه کلباسی از مراجع و علمای بزرگ اصفهان بهره جست. او تحصیلات خود را در اصفهان به پایان رسانده و به درجه اجتهاد نائل آمد.سید محمد پس از اتمام تحصیل به زادگاه خود، سردان که از قریه‌های طارم سفلی بازمی‌گردد تا با پیشنهاد عبدالله میرزا (پسر فتحعلی شاه و حاکم زنجان) که شیفته و مرید سید محمد مجتهد شده بود به زنجان می‌آید، شاهزاده عبدالله میرزا دارا مسجد سید زنجان را برای اقامه نماز جماعت به امامت وی بنا کرد.او مرجع تقلید شهر زنجان و اطراف بوده‌است.او سر انجام در سال ۱۲۶۹ ه‍.ق درگذشت و بر مرقد او مقبره مجتهدی زنجان بنا شد.
- سید ابوالفضل موسوی سردانی طارمی:

متولد سیردان است. ابتدا در قم و زنجان تحصیل نمود و بعد به نجف اشرف مهاجرت نمودند. از محضر سید عبدالعلی سبزواری استفاده نموده و مراجعت نموده اند به تهران و موظف به وظایف حکومتی شده اند. وی صاحب اخلاق زکیه است. 

- حجت‌الاسلام سید عابدین سردانی طارمی:

وی فرزند سید محسن موسوی است. مقدمات معموله را در قزوین تحصیل نموده و پس از مهاجرت به تهران از محضر اساتید پایتخت که مجمع دانشمندان آن عصر بوده استفاده شایان نموده و پس از آن مجددا به سیردان مراجعت نموده است. آثار وی حاشیه بر روضه شهید اول دارد. وی فقیه ماهر و صالح بوده و دو نفر آقا زاده به نام حاج سید منان در قزوین و نجف تحصیل نموده و مرجع من النجف مروجأ و مفیدأ و کان من اعیان طارم و بیش از این ترجمه اش بدست نیامده است. دومین آقا زاده آقا سید محسن فرزند سیدعابدین بر علما قزوین تلمذ نموده و پس از آن برای ترویج احکام به وطن خود سردان مراجعت نموده است و در آنجا درگذشت. و برای آقاسید محسن بن سید عابدین دو فرزند بوده یکی جناب آقای سیدهادی مدعو به شیخ الاسلام بر علما زنجان تلمذ نموده. وی مردی فاضل و جلیل القدر بوده و در ۱۲ ذی حجه سال ۱۳۵۳ درگذشت و ترجمه فرزند وی آقا سید ابوالفضل در ابوالفضل گذشت دومی آقا سید مهدی سردانی فرزند سید محسن بن سید عابدین در قزوین و زنجان تحصیل نموده کان فاضلا و مروجا و ترجمه اش بدست نیامده.